# 920
Năm 920 là một năm trong lịch Julius.